# Fiat 7002
Il Fiat 7002 fu un elicottero sperimentale a rotore tip jet prodotto dalla Fiat Aviazione nel 1961.

## Sviluppo
Nei primi anni sessanta in seguito ad un contratto con il governo italiano Fiat Aviazione incominciò a sviluppare un elicottero da trasporto di media capacità chiamato modello 7002. Tale modello aveva diverse caratteristiche che lo rendevano sperimentale. Infatti il rotore era di tipo tip jet e la fusoliera di forma peculiare era formata di diversi fogli di lega leggera sovrapposti l'uno all'altro. La fusoliera era poggiata su una slitta per l'atterraggio mentre la coda montava semplicemente il rotore di coda (niente alette stabilizzatrici o timoni).
Il rotore a due pale era montato sopra la fusoliera ed era azionato da getti di aria compressa che fuoriuscivano dalle punte (jet-tip) generando la rotazione. Il rotore di coda era messo in moto direttamente dal rotore principale. Il flusso di aria compressa era generato dal motore Fiat 4700 Turbo-generator sistemato nella parte posteriore della fusoliera. Il primo ed unico prototipo volò per la prima volta il 26 gennaio 1961, ma visti i risultati deludenti in termini di prestazioni si rinunciò alla produzione. ora non si trova più nel parco veicoli (2024)